# Медведев (книга)
«Медведев» (2008) — книга Николая и Марины Сванидзе. В основу книги легли беседы с Дмитрием Медведевым в то время, когда он был сначала кандидатом в президенты, а затем избранным президентом РФ. Книга, вышедшая в издательстве «Амфора», — сборник разговоров супругов Сванидзе с бывшим главой государства, а на момент написания — главным претендентом на пост президента. Беседы велись восемь вечеров по 2,5 часа.
Президент в нашей стране отвечает за всё. И с этой мыслью нужно жить.
Нужно быть готовым работать круглые сутки. Принимать решения. И я буду это делать.Дмитрий Медведев
Была представлена на книжной ярмарке во Франкфурте в октябре 2008 года.

## Рецензии
- Книга «Медведев», Николай и Марина Сванидзе. Рецензия. Time Out. Дата обращения: 11 июня 2013. Архивировано 11 июня 2013 года.
- Николай Сванидзе написал книгу о Дмитрие Медведеве. Журналисты.ру. j. Дата обращения: 11 июня 2013. Архивировано 11 июня 2013 года.
- Штрихи к портрету Президента. Русский журнал. Дата обращения: 11 июня 2013. Архивировано 11 июня 2013 года.